# Michael Hunklinger
Michael Hunklinger (* 1989) ist ein deutscher Politikwissenschaftler, Autor und Experte für Queer Politics.

## Leben
Hunklinger absolvierte sein Bachelor- und Masterstudium der Politikwissenschaft an der Universität Wien und wurde an der Justus-Liebig-Universität Gießen promoviert. Seine Dissertation mit dem Titel The Queer Citizen war die erste politikwissenschaftliche Dissertation in Deutschland, die sich explizit mit dem Wahlverhalten von LGBTQ-Personen befasste. Er lehrt und forscht an der Universität für Weiterbildung Krems.
Im Rahmen eines Fulbright-Stipendiums war er 2021/2022 Visiting Scholar an der Loyola Marymount University in Los Angeles. 2022 bis 2024 war er Research Fellow an der Universität Amsterdam.
Hunklinger veröffentlicht regelmäßig Beiträge in verschiedenen Medien, in denen er seine Forschung präsentiert oder aktuelle gesellschaftliche Entwicklungen kommentiert. Er tritt dabei vor allem als Experte zu LGBTQ-Themen auf.

## Forschung
Hunklingers Forschung konzentriert sich auf Demokratie, politische Partizipation, Repräsentation sowie Geschlechter- und Sexualitätspolitiken mit einem Fokus auf Queer Politics. Seine Arbeit wurde in internationalen Fachzeitschriften veröffentlicht, darunter German Politics, Electoral Studies und British Journal of Political Science. Gemeinsam mit Edma Ajanovic entwickelte er den Begriff des Electoral Homonationalism, um zu beschreiben, wie rechtspopulistische Parteien wie die Alternative für Deutschland und die Freiheitliche Partei Österreichs homonationalistische Narrative nutzen, indem sie Migranten und insbesondere Muslime als Bedrohung für LGBTQ-Menschen darstellen, gleichzeitig jedoch gesetzliche Maßnahmen zur Verbesserung der Lebenssituation von LGBTQ-Personen ablehnen.
In seinem Buch Pride analysiert Michael Hunklinger, aktuelle gesellschaftliche Debatten rund um LGBTQ-Themen und macht auf leicht zugängliche Weise klar, warum der Einsatz für LGBTQ-Rechte ein Thema für alle ist. Sein Buch Wir werden nicht verschwinden beschäftigt sich mit dem politischen und gesellschaftlichen Rechtsruck und dessen Konsequenzen für Minderheiten und marginalisierte Menschen.

## Veröffentlichungen
- Pride. Kremayr & Scheriau, Wien 2024, ISBN 978-3-218-01416-8.
- Wir werden nicht verschwinden. Wie Minderheiten dem Rechtsruck trotzen. Kremayr & Scheriau, Wien 2025, ISBN 978-3-218-01464-9